# Cotation en escalade
Pour les articles homonymes, voir Cotation.

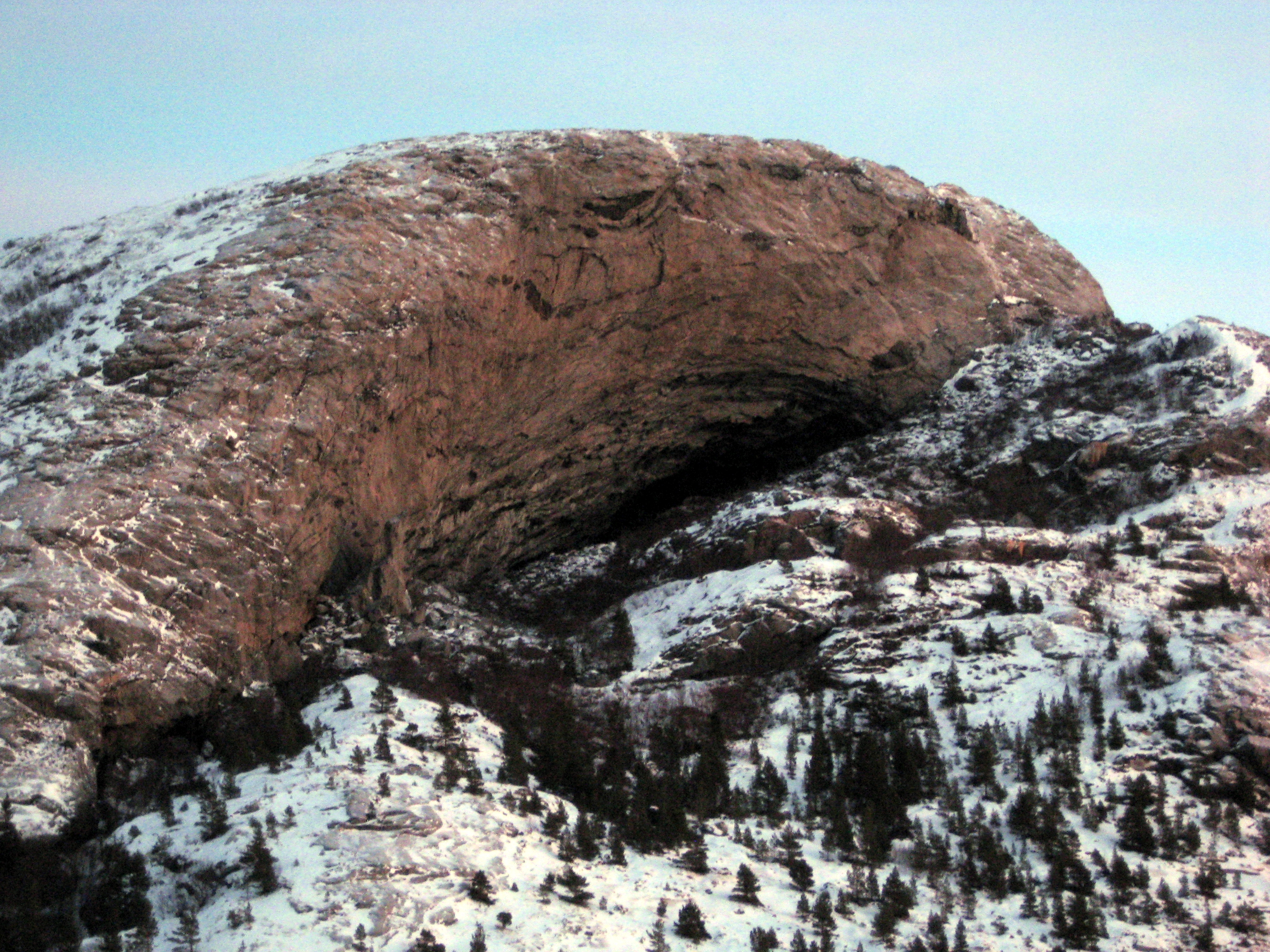
Dans la cavité d'Hanshelleren, à Flatanger (Norvège), se trouvent deux des trois voies au monde cotées au degré maximum actuel (9c / 5.15d) : Silence et B.I.G..

La cotation en escalade est une évaluation de la difficulté d'une voie, qui prend en considération son type, son engagement, sa technicité et l'effort physique qu'elle demande. Le grimpeur qui réussit la première ascension d'une voie détermine généralement sa première cotation. Cette évaluation est subjective, compte tenu du ressenti, de l'expérience et du niveau d'entraînement des grimpeurs. Elle reste cependant le meilleur moyen pour obtenir une estimation de la difficulté générale de la voie, qui est confirmée ou ajustée au fil des répétitions.
En escalade sportive, la cotation repose sur la méthode la plus facile, c'est-à-dire la difficulté d'une réalisation après travail (sans considérer les difficultés de lecture d'une tentative à vue). Ainsi, si une méthode plus facile est découverte, la cotation sera revue à la baisse. La difficulté est estimée pour une ascension en tête, sans s'aider des points d'assurage pour progresser et sans se reposer pendu à la corde. Pour les voies difficiles (>7a), la cotation repose généralement sur une réalisation avec les dégaines en place.

## Historique

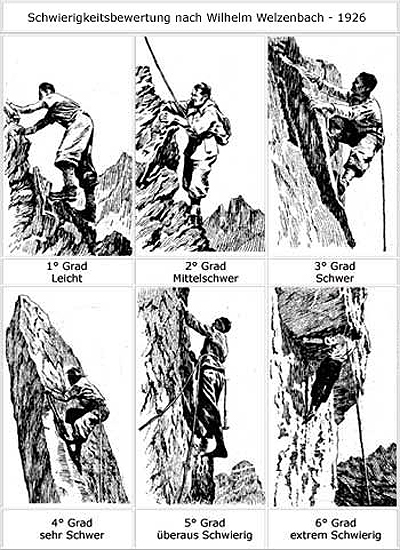
L'échelle des six degrés en escalade selon Willo Welzenbach.

« Des tentatives de cotation, d'harmonisation des difficultés selon un barème unanimement admis, ont lieu tout au long de la seconde moitié du XIXe siècle » et, en 1894, le grimpeur autrichien Fritz Benesch (de) introduit une échelle de difficultés dans son guide sur le massif du Rax. L'idée d'une cotation apparaît également au sein du Groupe de haute montagne (GHM) au début des années 1920, en même temps que se développent l'alpinisme sans guide et la rédaction de topos. En 1925, l'alpiniste allemand Willo Welzenbach introduit une échelle de six degrés de difficulté allant de « facile » à « extrêmement difficile », le premier degré étant celui où apparaît la nécessité d'utiliser les mains et le sixième la limite des possibilités humaines. Définie au départ pour les escalades calcaires des Alpes orientales, elle est adaptée aux Alpes occidentales par le Français Lucien Devies en 1935 en la limitant « aux seules escalades purement rocheuses supposées en bonnes conditions ». Cette idée soulève une controverse, la « querelle des degrés », les tenants d'un « excursionnisme cultivé » (notamment Étienne Bruhl) accusant ceux de l'« élitisme technique » de vouloir mettre la montagne en chiffres et, sous couvert de classer les escalades, de hiérarchiser les alpinistes.
Devies a finalement gain de cause. En 1935, une commission du GHM, composée de Devies, Pierre Allain, Armand Charlet, Édouard Frendo, Robert Jonquière et Maurice Laloue, entérine l'introduction, avec quelques modifications dans les termes, de l'échelle de Welzenbach pour les Alpes occidentales. Cette échelle est appliquée de façon systématique dans le topo des ascensions du massif du Mont-Blanc, le guide Vallot de 1946.
Dès 1946, René Ferlet propose d'adopter les 7e et 8e degrés. En 1947, Pierre Allain, soutenu par Lucien Devies, propose d'ouvrir la cotation au-delà du sixième degré en rajoutant une lettre. Ainsi VIa, VIb et VIc remplacent respectivement les anciens VI−, VI et VI+.
À la fin des années 1970, l'UIAA entérine l'apparition du septième degré, tant pour les passages, par l’ajout du VII, que pour les voies, en rajoutant le degré extrêmement difficile (ED), aussi parfois appelé abominablement difficile (ABO).

## Escalade libre
Plusieurs systèmes de cotations existent pour l'escalade libre.

### Cotation française

Exemple de la description de la cotation d'une voie en relais (mélange entre ancienne et nouvelle écriture).

La cotation française utilise un chiffre auquel sont accolés une lettre (a, b ou c) et parfois un symbole « + ». Quand l'évaluation est hésitante, la cotation est généralement indiquée par un point d'interrogation (« 6c? ») ou une double cotation (« 6b/c »). Au Royaume-Uni et en Irlande, elle est précédée d'un « F » afin de ne pas la confondre avec la cotation britannique. Ce système est un système ouvert, c'est-à-dire qu'il peut être étendu si des voies plus difficiles que toutes celles qui sont connues sont ouvertes.
La cotation 1 correspond à un sentier escarpé tandis que la cotation 2 correspond à une progression en marchant éventuellement avec les mains pour s'équilibrer ou négocier le terrain (une corde est rarement nécessaire). En plus des mains pour s'équilibrer, la cotation 3 peut nécessiter, en complément des jambes, une traction des bras pour progresser. La cotation 4 correspond à une escalade simple où une corde est généralement utilisée. Jusqu'au 5b, l'escalade est dite « facile » : la paroi peut être raide et exposée, mais les prises de main et pieds sont grandes et évidentes et le cheminement est simple. Au niveau intermédiaire, de 5c à 6a, la difficulté est modérée : les mouvements requièrent plus de force et d'équilibre, les prises sont plus limitées. De 6a+ à 7a+, l'escalade est difficile : ce niveau avancé est difficile à atteindre pour beaucoup de pratiquants et il nécessite une pratique régulière. Les mouvements requièrent plus d'équilibre, plus de force pour soulever son corps, de force dans les bras et les doigts, de maîtrise des gestes techniques. Les possibilités de mouvements et cheminements se réduisent. Le niveau expert, du 7b au 9b, requiert des pratiquants bien entraînés et ayant des prédispositions psychomotrices minimales, consacrant beaucoup de temps à l'entraînement sportif, plusieurs fois par semaine. Ils ont généralement un bon rapport force/poids, un corps sec, une bonne endurance. En finale de championnat du monde, le mur est généralement d'une difficulté 8c+ pour les hommes et 8b+ pour les femmes.
Ce système de cotation est l'héritier du système Welzenbach, proposé en 1924. Il s'agissait d'un système fermé, comportant 6 degrés marqués en chiffres romains et parfois suivis d'un « + » ou d'un « − ». L'évolution du niveau de performance des grimpeurs à partir des années 1970 a accru la nécessité d'ouvrir l'échelle de cotation. Le premier 7a est réalisé en 1970, les premiers 8a en 1983 en France et le premier 9a en 1991 (Action directe par Wolfgang Güllich). Cet héritage explique que l'on peut trouver des cotations du type IV−, IV ou IV+ pour d'anciennes voies (ou de style ancien), lesquelles équivalent, dans cet exemple, respectivement à 4a, 4b et 4c.
Une nouvelle cotation est imaginée au début des années 2010 : le 9z. Elle peut apparaître dans les topos pour préciser que la voie est un projet de la cotation donnée, sans plus de précisions. Cela a notamment été utilisé pour le Petzl RocTrip 2013.
Au début de l’année 2015, la cotation confirmée la plus difficile est 9b+ pour la voie La Dura Dura (falaise d'Oliana en Espagne) de Chris Sharma, libérée par Adam Ondra en février 2013 et répétée par Chris Sharma fin mars 2013. Plusieurs autres voies sont proposées en 9b+ : Change (Norvège) et Vasil Vasil (Tchéquie) par Adam Ondra.
Le 3 septembre 2017, Adam Ondra réussit à finir la voie Silence à Flatanger (Norvège), sur laquelle il travaille depuis 2012 et pour laquelle il propose la cotation 9c. Le 5 mai 2022, Sébastien Bouin est le deuxième à proposer ce niveau de cotation (le maximum actuel) pour une voie, DNA, dans les Gorges du Verdon. Le 20 septembre 2023, Jakob Schubert est le troisième à proposer cette cotation, pour la voie B.I.G., à Flatanger.

### Système Ewbank
Le système Ewbank, utilisé en Australie et en Nouvelle-Zélande, est développé dans le milieu des années 1960 par le grimpeur anglo-australien John Ewbank (en). C’est un système numérique et ouvert. Ces valeurs s’étendent de 1 (équivalent à 1 dans le système yosémitique) à 34 actuellement.
Le système Ewbank est initialement prévu pour coter le mouvement le plus difficile de la voie. La pratique courante est de tenir compte de tous les facteurs. Les cotations dans les topos australiens et néo-zélandais ne distinguent pas les différents types de difficultés, à savoir la difficulté technique ou physique, l’exposition et les protections en place. Ils cotent les voies dans leur difficulté d'ensemble. Ainsi, une escalade physique, peu protégée, mais techniquement facile — sans aucun mouvement ne dépassant la difficulté 14 — peut être cotée 17. De même, une voie très bien protégée, offrant de bons repos et des mouvements de difficulté 19 ou 20 peut également être cotée 17. Le facteur commun est le niveau de compétence pour s'engager sans danger dans la voie.

### Yosemite Decimal System
Le Yosemite Decimal System (abrégé en YDS) est un système alphanumérique de cotation de la difficulté des marches randonnées et escalade, initialement utilisé en alpinisme aux États-Unis.
Ce système de cotation fut d'abord développé en tant que Sierra Club grading system (système de cotation du Sierra Club) dans les années 1930 afin de coter les courses de montagne en Sierra Nevada. Auparavant, les courses de montagne étaient décrites relativement aux autres (« plus difficile que X, mais plus facile qu'Y »), mais il était difficile pour ceux qui n'avaient pas parcouru ces voies de comprendre la comparaison, donc le système de cotation avait pour but de codifier ceci en une échelle unique.
Actuellement, le système divise les voies en cinq classes :
- classe 1 : randonnée ;
- classe 2 : possible usage des mains pour l'équilibre ;
- classe 3 : escalade facile et peu exposée ; une corde est parfois utilisée ;
- classe 4 : escalade facile, exposée ; une corde est souvent utilisée ;
- classe 5 : escalade libre technique.

### Cotations anglaises
Le système de cotation anglais est composé de deux parties : une correspondant à l'engagement (« the adjectival grade ») et l'autre à la difficulté technique (« the technical grade »), les deux progressant ensemble en général[réf. nécessaire].
L'éthique dominante est sensiblement différente de celles d'autres pays (France ou États-Unis), qui porte une nette tendance au « clean climbing », c'est-à-dire que l'usage des pitons, goujons, scellements et tout ce qui laisse des marques est interdit. La plupart des voies sont donc protégées majoritairement ou exclusivement à l'aide de mécanismes amovibles et comportent souvent des pas exposés où la chute est interdite.
La première cotation (the adjectival grade) a pour but de mesurer la difficulté générale de la voie. Il prend en compte des facteurs tels que l'exposition, la difficulté à protéger la voie, la qualité du rocher, la longueur de la voie, la position du crux. L'échelle de cotation est la suivante :
1. easy (quelquefois abrégé par E mais il y a risque de confusion avec extremely severe)
2. moderate (M)
3. difficult (D, ou Diff)
4. very difficult (VD, ou VDiff)
5. severe (S)
6. hard severe (HS)
7. very severe (VS)
8. hard very severe (HVS)
9. extremely severe (E) : cette cotation E est ouverte et s'étend actuellement de E1 à E11. Les cotations au-dessus de E8 étant considérées comme des propositions au regard du très faible nombre de personnes ayant gravi ces voies.

On peut trouver dans certaines régions ou topos des cotations intermédiaires telles que mild very severe (plus facile que VS), mild severe, hard very difficult (plus difficile que VD), hard difficult.
La cotation technique a pour but de coter le pas le plus difficile de la voie, sans tenir compte des conséquences d'une éventuelle chute. Cette cotation technique utilise un chiffre auquel est accolée une lettre (a, b ou c). Il existe peu de voies en dessous de 4a.
Habituellement, les deux cotations augmentent en même temps. Cependant, un mouvement très difficile bien protégé n'augmente pas la cotation correspondant à l'engagement. Ainsi, VS 4c est une cotation habituelle, tandis que VS 4a indique une voie techniquement facile (4a) rendue difficile par son exposition (manque de points de protection), et que VS 5b indique une voie techniquement difficile mais facile à protéger. Pour les voies en plusieurs longueurs, il est courant de donner la cotation correspondant à l'engagement pour l'ensemble de la voie et une cotation technique pour chaque longueur.

### Cotations de l'UIAA
Le système de cotation de l'Union internationale des associations d'alpinisme (UIAA) est une tentative malheureuse de standardisation internationale. Il est utilisé principalement en Allemagne de l'ouest et en Autriche. L'échelle utilise un nombre suivi d'un + ou d'un − et s'étend actuellement de 1 à 12−.

### Table de comparaison
Cette table est une comparaison des différents tableaux disponibles dans les sources et représente une moyenne des données s'y trouvant. De nos jours, il n'existe pas de table officielle de comparaison des cotations communément acceptée dans le monde de l'escalade.
| UIAA  | USA   | FRA | AUT | GBR  | GBR  | GER   | NOR    | SWE | BRA   | RSA   | AUS |
| ----- | ----- | --- | --- | ---- | ---- | ----- | ------ | --- | ----- | ----- | --- |
| 1     | 5.2   | 1   | 10  | Easy | Easy | I     |        |     | Isup  | 8     | 10  |
| 2     | 5.3   | 2   | 11  | M    | M    | II    | II     | 9   | 11    |       |     |
| 3     | 5.4   | 3   | 12  | D    | D    | III   | IIsup  | 10  | 12    |       |     |
| 4     | 5.5   | 4   | 12  | HVD  | HVD  | IV    | III    | 11  | 12    |       |     |
| 4     | 5.5   | 4   | 13  | HVD  | HVD  | IV    | III    | 12  | 12    |       |     |
| 5−    | 5.6   | 4   | 13  | MS   | MS   | V     | IIIsup | 12  | 13    |       |     |
| 5−    | 5.6   | 5a  | 13  | MS   | MS   | V     | IIIsup | 13  | 13    |       |     |
| 5     | 5.7   | 5a  | 14  | 4a   | S    | VI    | 5−     | 13  | 5−    | IV    | 14  |
| 5+    | 5.7   | 5b  | 15  | 4b   | VS   | VI    | 5      | 5   | 14    | IV    | 15  |
| 5+    | 5.8   | 5b  | 15  | 4b   | VS   | VIIa  | 5      | 5   | 14    | IVsup | 16  |
| 6−    | 5.8   | 5c  | 16  | 4c   | HVS  | VIIa  | 5+     | 5+  | 15    | IVsup | 16  |
| 6−    | 5.9   | 5c  | 17  | 5a   | E1   | VIIb  | 5+     | 5+  | 15    | V     | 17  |
| 6     | 5.9   | 6a  | 17  | 5a   | E1   | VIIb  | 6−     | 6−  | 16    | V     | 17  |
| 6     | 5.9   | 6a  | 18  | 5a   | E1   | VIIb  | 6−     | 6−  | 17    | V     | 18  |
| 6+    | 5.10a | 6a+ | 18  | 5b   | E1   | VIIc  | 6−     | 6−  | 17    | Vsup  | 19  |
| 6+    | 5.10a | 6a+ | 19  | 5b   | E1   | VIIc  | 6      | 6   | 18    | Vsup  | 19  |
| 6+    | 5.10b | 6a+ | 19  | 5b   | E1   | VIIc  | 6      | 6   | 18    | VI    | 20  |
| 7−    | 5.10b | 6a+ | 20  | 5c   | E2   | VIIc  | 6      | 6   | 19    | VI    | 20  |
| 7−    | 5.10c | 6b  | 20  | 5c   | E2   | VIIIa | 6+     | 6+  | 19    | VI    | 21  |
| 7     | 5.10d | 6b  | 21  | 5c   | E2   | VIIIb | 6+     | 6+  | VIsup | 20    | 22  |
| 7     | 5.11a | 6b+ | 21  | 5c   | E2   | VIIIc | 7−     | 6+  | VIIa  | 21    | 22  |
| 7+    | 5.11a | 6c  | 22  | 5c   | E2   | VIIIc | 7−     | 6+  | VIIa  | 21    | 22  |
| 7+    | 5.11a | 6c  | 22  | 6a   | E2   | VIIIc | 7−     | 7−  | VIIa  | 22    | 22  |
| 7+    | 5.11b | 6c+ | 22  | 6a   | E3   | VIIIc | 7−     | 7−  | VIIa  | 22    | 22  |
| 8−    | 5.11b | 6c+ | 22  | 6a   | E3   | VIIIc | 7−     | 7−  | VIIa  | 23    | 23  |
| 8−    | 5.11c | 6c+ | 22  | 6a   | E3   | IXa   | 7      | 7−  | VIIb  | 23    | 24  |
| 8−    | 5.11c | 6c+ | 23  | 6a   | E3   | IXa   | 7      | 7−  | VIIb  | 24    | 24  |
| 8     | 5.11d | 7a  | 23  | 6a   | E4   | IXb   | 7      | 7   | VIIc  | 24    | 25  |
| 8     | 5.11d | 7a  | 23  | 6b   | E4   | IXb   | 7+     | 7   | VIIc  | 25    | 25  |
| 8     | 5.12a | 7a+ | 24  | 6b   | E4   | IXc   | 7+     | 7   | VIIIa | 25    | 25  |
| 8+    | 5.12a | 7a+ | 24  | 6b   | E4   | IXc   | 7+     | 7+  | VIIIa | 26    | 25  |
| 8+    | 5.12b | 7b  | 24  | 6b   | E5   | IXc   | 8−     | 7+  | VIIIb | 26    | 25  |
| 8+    | 5.12b | 7b  | 25  | 6b   | E5   | IXc   | 8−     | 7+  | VIIIb | 26    | 25  |
| 9−    | 5.12c | 7b+ | Xa  | 6b   | E5   | VIIIc | 8−     | 7+  | 27    | 26    |     |
| 9−    | 5.12c | 7b+ | Xa  | 6b   | E5   | VIIIc | 8      | 8−  | 27    | 26    |     |
| 9−    | 5.12c | 7b+ | Xa  | 26   | E5   | VIIIc | 8      | 8−  | 27    | 26    | 6c  |
| 9     | 5.12d | 7c  | 27  | Xb   | E5   | IXa   | 8      | 8−  | 28    | 27    | 6c  |
| 9     | 5.12d | 7c  | 27  | Xb   | E5   | IXa   | 8      | 8   | 28    | 27    | 6c  |
| 9     | 5.13a | 7c+ | 27  | E6   | Xc   | IXb   | 8      | 29  | 28    |       | 6c  |
| 9     | 5.13a | 7c+ | 28  | E6   | Xc   | IXb   | 8+     | 29  | 28    |       | 6c  |
| 9+    | 5.13b | 8a  | 28  | E6   | Xc   | 7a    | 8+     | IXc | 30    | 29    |     |
| 9+    | 5.13b | 8a  | 29  | E6   | Xc   | 7a    | 8+     | IXc | 30    | 29    |     |
| 9+    | 5.13b | 8a  | E7  | 9−   | Xc   | 7a    | 8+     | IXc | 30    | 29    |     |
| 10−   | 5.13c | 8a+ | E7  | 9−   | 30   | 7a    | 8+     | XIa | Xa    | 29    | 31  |
| 10−   | 5.13c | 8a+ | E7  | 9−   | 30   | 7a    | 8+     | XIa | Xa    | 30    | 31  |
| 10−   | 5.13c | 8a+ | E7  | 9−   | 30   | 7a    | 8+     | XIa | Xa    | 31    | 31  |
| 10    | 5.13d | 8b  | E7  | 9−   | 31   | 7a    | 9−     | XIa | Xb    | 32    | 32  |
| 10    | 5.13d | 8b  | E7  | 9    | 31   | 7a    | 9−     | XIa | Xb    | 32    | 32  |
| 10    | 5.14a | 8b+ | E7  | 7b   | 31   | XIb   | 9−     | Xc  | 33    |       | 32  |
| 10+   | 5.14a | 8b+ | 32  | 7b   | E8   | XIb   | 9      | Xc  | 33    |       | 32  |
| 10+   | 5.14b | 8c  | 33  | 7b   | E8   | XIb   | 9      | 9+  | XIa   | 34    | 33  |
| 11−   | 5.14b | 8c  | 33  | 7b   | E8   | XIb   | 9      | 9+  | XIa   | 34    | 33  |
| 5.14c | 8c+   | 34  | E9  | 7b   | XIc  | 9+    | 35     | 9+  | XIa   |       | 33  |
| 11    | 5.14d | 9a  | E9  | 7b   | XIc  | 9+    | 35     | 9+  | XIa   | 36    | 34  |
| 11    | 5.14d | 9a  | E10 | 7b   | XIc  | 9+    | 35     | 9+  | XIa   | 36    | 34  |
| 11+   | 5.15a | 9a+ | 36  | 7b   | XIc  | 9+    | 37     | 9+  | XIa   |       | 34  |
| 11+   | 5.15b | 9b  | 37  | 7b   | XIc  | 9+    | E11    | 9+  | XIa   |       | 34  |
| 12−   | 5.15c | 9b+ |     | 7b   | XIc  | 9+    | E11    | 9+  | XIa   |       | 34  |
| 12    | 5.15d | 9c  |     |      |      |       |        |     |       |       |     |

## Bloc
Plusieurs échelles de cotation des difficultés en bloc coexistent, dont l'usage est variable selon les pays ou les sites d'escalade. Au niveau international, les deux systèmes les plus fréquemment utilisés sont la cotation dite « française » de Fontainebleau et la cotation américaine « Vermin »,.

### Cotation française
La cotation dite « française » est issue du site de Fontainebleau. Elle est aussi appelée « cotation de Fontainebleau[source secondaire souhaitée] » (ou « de Bleau », en anglais « Font scale »). C'est le principal système de cotation en Europe (excepté au Royaume-Uni), mais il est également fréquent à travers le monde (Afrique, Japon), à l'exception de l'Amérique du Nord.
Le système reprend l'échelle de cotation française en escalade libre, notée avec des chiffres (1 à 9). La cotation est affinée par l'ajout de lettres (a, b ou c) et éventuellement d'un « + ». Des blocs sont par exemple classés dans l'ordre croissant de difficulté : « 6c+, 7a, 7a+ et 7b ». Néanmoins pour une même cotation, les difficultés en bloc et en escalade libre ne correspondent pas. Hors de France, une cotation bloc est parfois précédée de la lettre « F » pour préciser l'usage du système français ou Fontainebleau ; par exemple « F 8a ». Selon les pays et le contexte des publications, la cotation bloc est parfois notée avec les lettres en majuscule (7A+, 7B…) pour la distinguer d'une cotation de voie d'escalade libre (7a+, 7b)
La hauteur du bloc ou l'exposition (difficulté de réception en cas de chute) peut influencer la cotation bloc. Les cotations en bloc sont généralement considérées comme plus « sèches » qu’en falaise, c'est-à-dire qu'à cotation égale, une voie en bloc sera plus difficile qu'une en falaise.
Un débutant réalise généralement des blocs 4 à 5+. Un grimpeur de niveau intermédiaire, ayant développé sa force et technique, réalise des blocs 6A à 6C+. Après généralement plusieurs années de pratique de bloc, le grimpeur de niveau avancé réalise du 7A ou 7B. Les experts, s'étant entrainés intensivement durant plusieurs années, réalisent des blocs entre 7B+ et 8A+, et réussissent souvent du premier coup (« flash ») les blocs de niveaux inférieurs. Au-delà se trouve le niveau des élites et professionnels, dont les réalisations sont annoncées dans les médias spécialisés.
En octobre 2016, la cotation maximale 8C+ est suggérée pour quelques blocs extrêmement difficiles, à l'exemple de Gioia, mais une première cotation 9A est proposée pour Burden of Dreams par Nalle Hukkataival. En décembre 2018, Charles Albert propose un autre 9A, No Kpote Only, dans le secteur Rocher brûlé à Fontainebleau, qui sera ensuite décôté plusieurs fois. En février 2021, Simon Lorenzi propose 9A pour Big Island Assis à Fontainebleau ; le bloc est décôté à 8C+ par Nicolas Pelorson, avant une nouvelle ascension de Camille Coudert qui propose de nouveau 9A. 
En mars 2021, Daniel Woods enchaîne Return of the SleepWalker, qu'il cote 9A. C'est un bloc qui rallonge de plusieurs mouvements un 8C+ bien connu, Sleepwalker. En 2022, Shawn Raboutou réalise deux blocs proposés à 9A, Megatron et Alphane. En 2023, Charles Albert libère L’Ombre du voyageur au Salève, qu'il soumet en 9A également. Ces nouvelles réalisations portent alors le total de blocs en 9A dans le monde à six. En 2025, Nicolai Užnik réalise la première ascension de Mount Doom à Maltatal, en Autriche, qu'il propose aussi comme 9A.

### Cotation Vermin
La cotation utilisée aux États-Unis est appelé « cotation Vermin », d'après le surnom de son créateur, John Sherman. Elle apparait dans les années 1980, sur le site de blocs de Hueco Tanks (Texas). En 2016, les blocs sont cotés de V0 à V17, selon une cotation également ouverte. Cette échelle de cotation prédomine notamment aux États-Unis, au Canada, au Royaume-Uni et en Australie.

### Autres échelles de cotation
D'autres systèmes de cotation sont d'usages plus locaux.
En extérieur, pour les circuits de bloc, la couleur des flèches peintes sur le rocher définit parfois la difficulté globale du circuit (éventuellement affinée avec un « + » ou « − ») et indique la difficulté maximale des blocs. De manière similaire, dans certaines salles d'escalade, une échelle de couleurs (étiquette jaune, orange, bleu, rouge…) sert parfois à la cotation des passages.
Au Royaume-Uni, la difficulté technique d'un mouvement de bloc peut être évaluée d'après la cotation britannique en escalade traditionnelle (4a à 7b), mais les blocs sont généralement cotés d'après le système Vermin.
Vers 2002, des magazines d'escalade (Grimper, en France) ont proposé un système de cotation original : les blocs sont cotés de B1 à B12. Ce système est fréquemment utilisé sur des sites de bloc, comme Annot en France ou Peak District en Angleterre.
Au Japon, la cotation « dankyu », inspirée par le système des dans en arts martiaux, est une alternative à la cotation française. À partir des années 1958, une échelle de cotation en trois grades « B1, B2 ou B3 » était parfois utilisée aux États-Unis à la suite d'une proposition de John Gill.

### Table de comparaison
| Fontainebleau | Hueco Tanks | Peak District |
| ------------- | ----------- | ------------- |
| 1/2/3         | VB          | B0            |
| 4             | V0          | B1            |
| 4+            | V0+         | B2            |
| 5             | V1          | B2/3          |
| 5+            | V2          | B3            |
| 6A            | V3          | B3/4          |
| 6A+           | V3/4        | B4            |
| 6B            | V4          | B4/5          |
| 6B+           | V4/5        | B5            |
| 6C            | V5          | B5/6          |
| 6C+           | V5/6        | B6            |
| 7A            | V6          | B7            |
| 7A+           | V7          | B8            |
| 7B            | V8          | B8/9          |
| 7B+           | V8/9        | B9            |
| 7C            | V9          | B10           |
| 7C+           | V10         | B10/11        |
| 8A            | V11         | B11           |
| 8A+           | V12         | B12           |
| 8B            | V13         | B13           |
| 8B+           | V14         | B14           |
| 8C            | V15         | B15           |
| 8C+           | V16         | B16           |
| 9A            | V17         | B17           |

## Escalade artificielle
L’escalade artificielle consiste à progresser en s'aidant de points de progression que l'on place dans différentes faiblesses (trous, fissures…) du rocher.

### Cotation originale
L'escalade artificielle utilise les cotations A0 à A6 suivant la raideur, la fiabilité des points, l'exposition et l'expérience générale nécessaire, :
- A0 : tous les points sont en place et résistent à une chute. Si vous rencontrez dans une voie de plusieurs longueurs une section A0, c’est généralement une longueur dite « tire clou », qui vous aide à franchir une section difficilement réalisable en libre ;
- A1 : le grimpeur équipe lui-même la voie ou une partie de celle-ci, les points résistent à la chute. Le matériel utilisé est composé de pitons, de coinceurs, de friends, de coins de bois ;
- A2 : la cordée équipe la totalité de la voie. La majorité des points résistent à une chute. Certains passages sont plus techniques et les passages délicats correspondent entre 5 et 10 points successifs ;
- A3 : les passages techniques sont plus longs et peuvent être réalisés sur crochets. Néanmoins des points bétons du type spits ou pitons scellés sont en place entre les passages techniques. La chute potentielle peut atteindre entre 20 et 25 mètres ;
- A4 : très longues sections techniques, les points d'assurage (à opposer aux points de progression) peuvent avoir 10 mètres d'écart. La progression devient plus lente. Une longueur peut demander plusieurs heures. Des points solides entrecoupent ces sections très délicates. La chute potentielle peut atteindre les 50 mètres ;
- A5 : extrême, tous les points sont des points de progression et pas des points d’assurage. La chute est interdite. L’ascension d’une longueur peut devenir interminable, de plusieurs heures à la journée ;
- A6 : les points ne résistent qu’au poids du grimpeur. Les points et même les relais ne résistent pas à un vol. La chute est donc strictement interdite.

### Cotation«clean»
La cotation « clean », alternative et récente, repose sur une ascension en escalade artificielle n'utilisant que des protections amovibles. Elle s'inspire de l'éthique de l'escalade propre (clean climbing) qui exclut la pose de pitons (usage du marteau) ou la perforation de la paroi (usage de perceuse ou tamponnoir). Les points d'assurage et de progression sont réalisés à l'aide de sangles, de coinceurs et de crochets. Les cotations sont précédées de la lettre « C » et s'échelonnent de C0 à C5.